# Colletes chengtehensis
Colletes chengtehensis är en biart som beskrevs av Keizo Yasumatsu 1935. Colletes chengtehensis ingår i släktet sidenbin, och familjen korttungebin. Inga underarter finns listade i Catalogue of Life.